# コラ湾

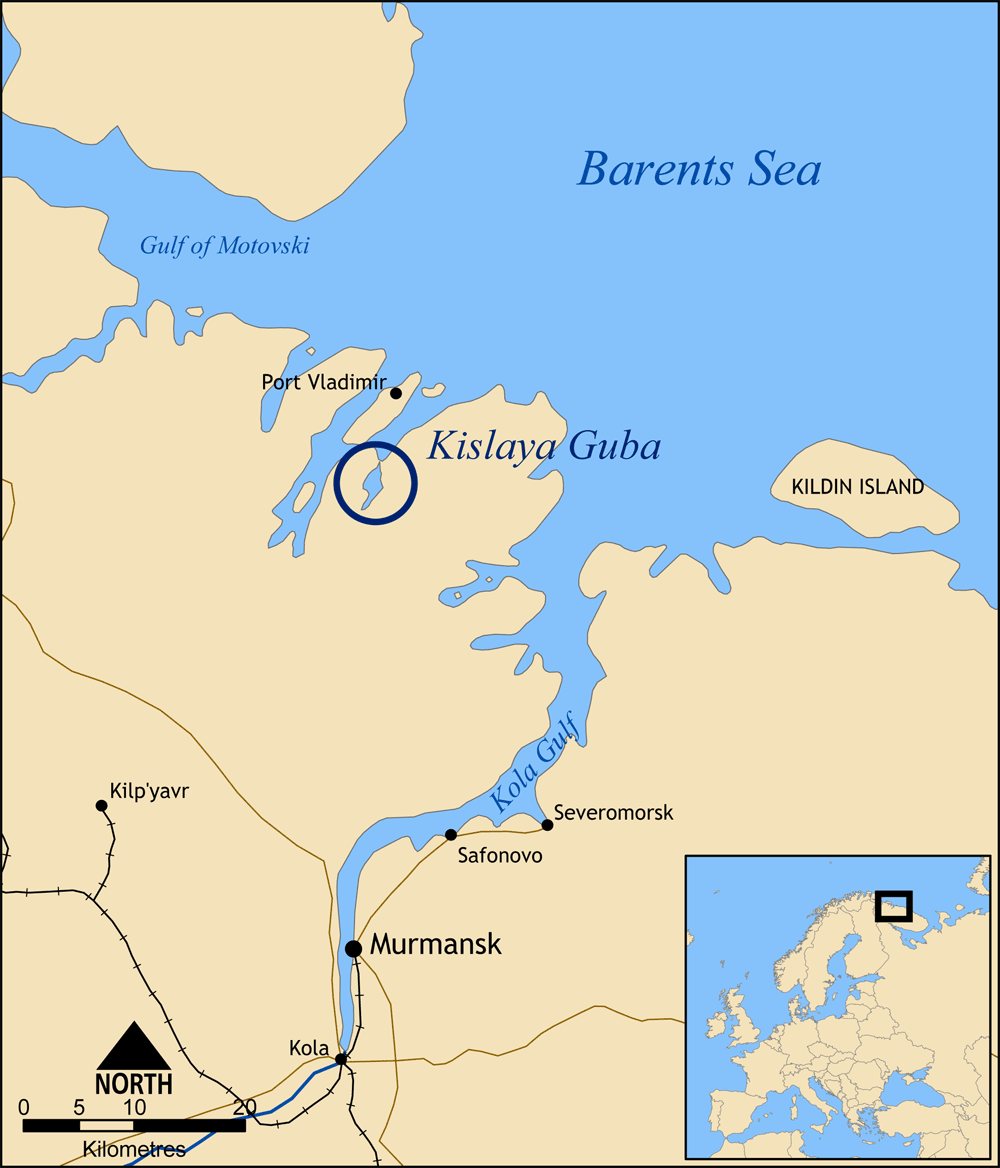
マップ中央下部の曲がりくねった細い湾がコラ湾（Kola Gulf）。コラの町（Kola）が湾の一番奥に形成されている。なお、この湾の近くには、例えば印が付けられている湾など、フィヨルドが他にも見られる。

コラ湾（コラわん、ロシア語: Кольский залив）は、バレンツ海からコラ半島北岸に57キロメートルの深さで切り込むフィヨルドであり、ムルマンスク・フィヨルドとも呼ばれる。最大幅は7キロメートル、水深は200-300メートルである。トゥロマ川とコラ川がこの湾に注いでいる。
東岸は険しい岩の絶壁で、西岸は比較的なだらかである。ムルマンスク港とセヴェロモルスク港が東岸にある。ロシア北方艦隊の主要基地であるポリャールヌイは西岸にある。
ムルマンスク・フィヨルドの半日周潮は4メートルある。湾の南側は冬季になると氷に覆われることがある。湾の南端近くにはコラ湾橋が架かっている。

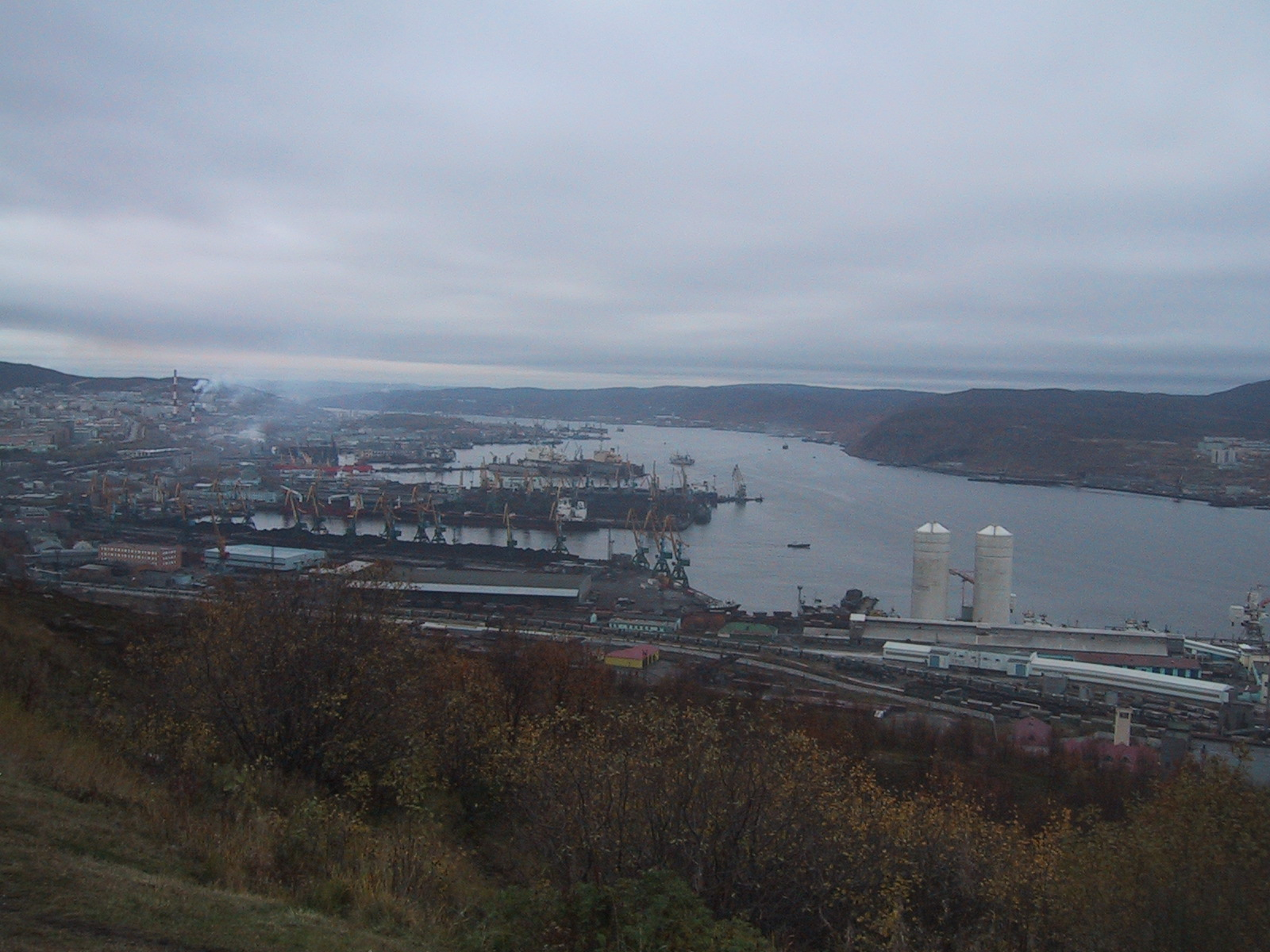
ムルマンスクから見たコラ湾。
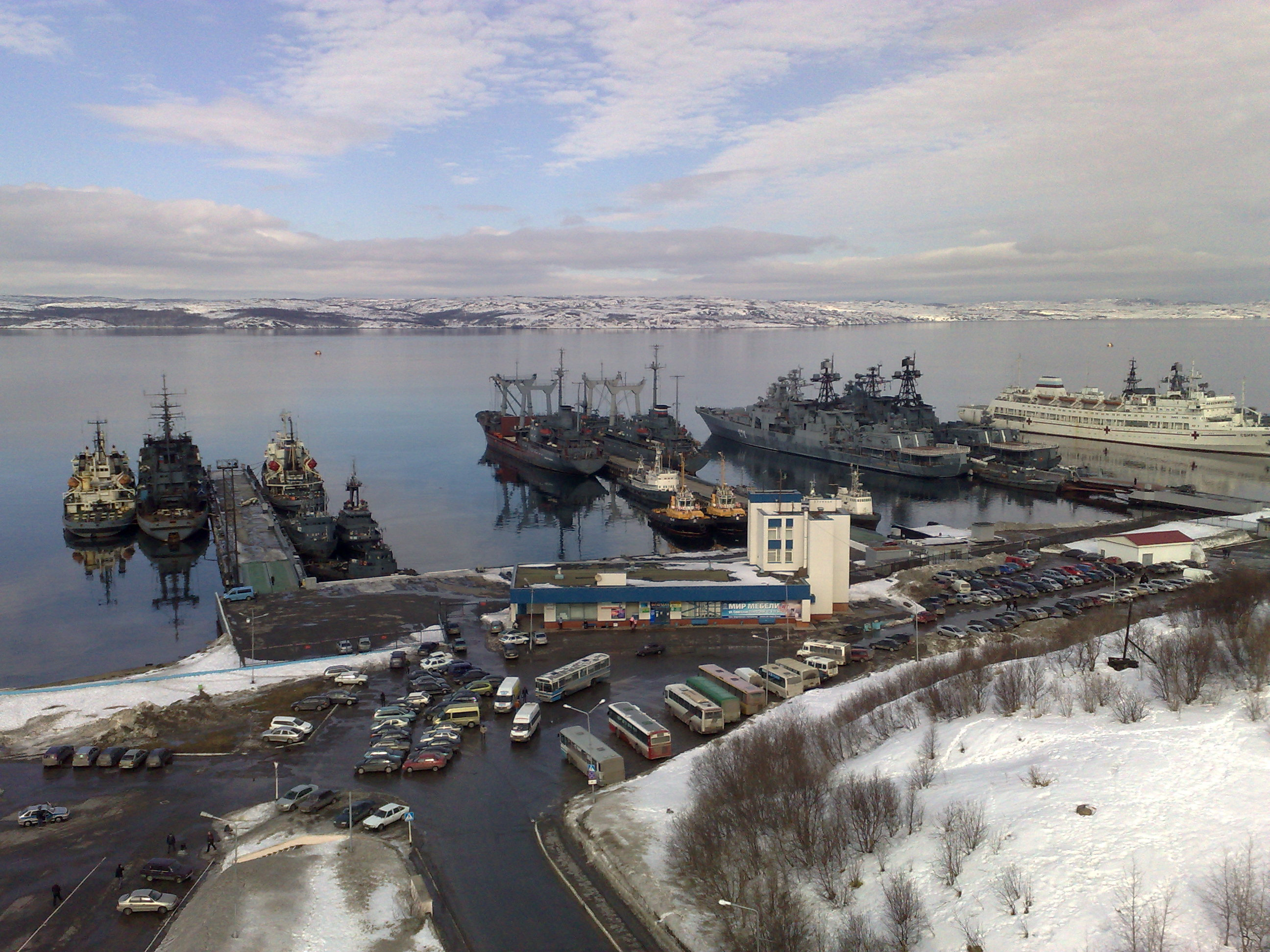
セヴェロモルスク港。
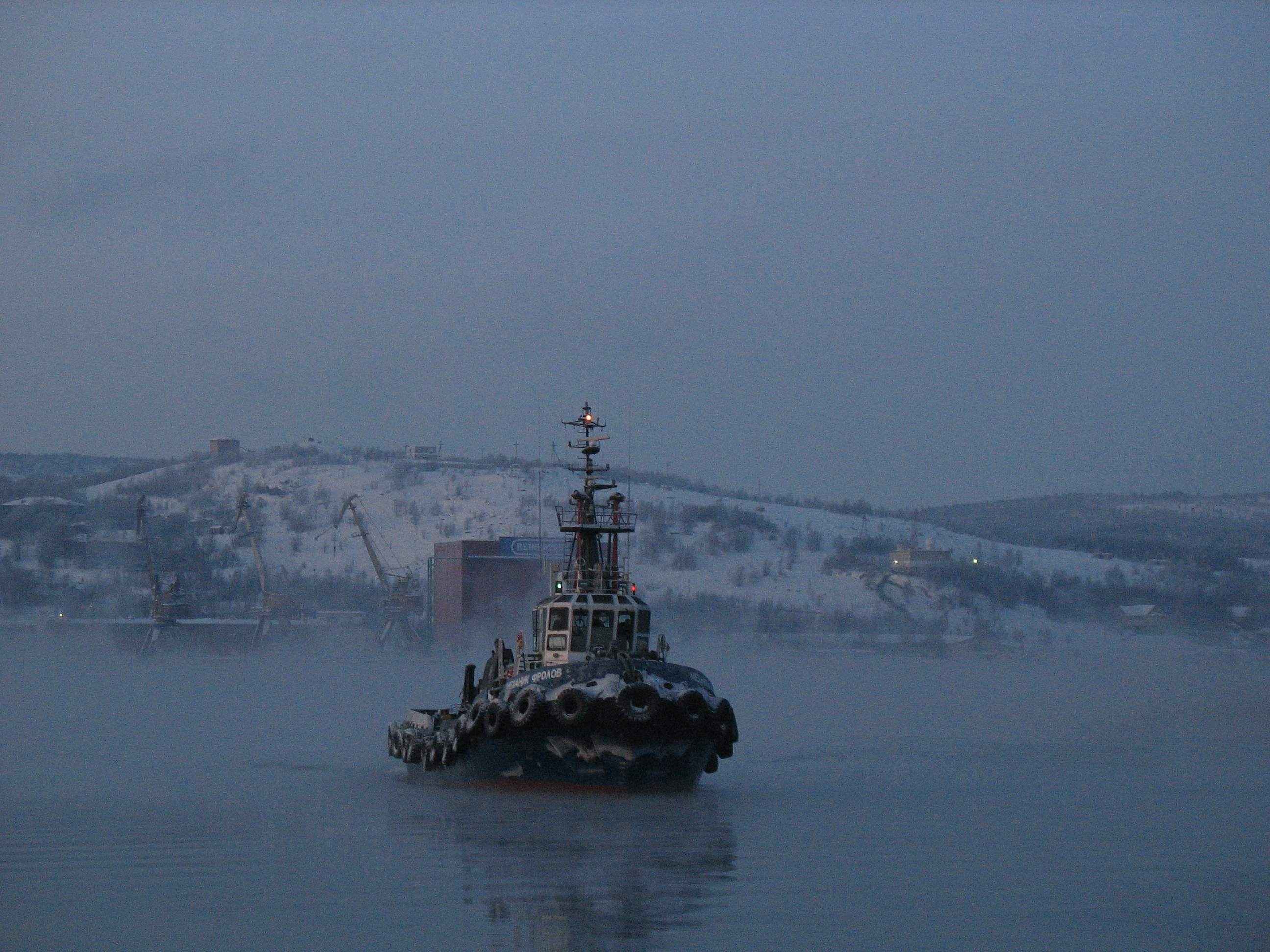
冬のコラ湾に浮かぶタグボート。

座標: 北緯69度05分52秒 東経33度23分48秒 / 北緯69.09778度 東経33.39667度